# Stauroderus
Stauroderus is een geslacht van rechtvleugeligen uit de familie veldsprinkhanen (Acrididae). De wetenschappelijke naam van dit geslacht is voor het eerst geldig gepubliceerd in 1897 door Bolívar.

## Soorten
Het geslacht Stauroderus omvat de volgende soorten:
- Stauroderus campestris Stål, 1861
- Stauroderus scalaris Fischer von Waldheim, 1846
- Stauroderus yunnaneus Uvarov, 1925